# انبرن رو (باركشير)
انبرن رو (بالإنجليزية: Enborne Row)‏ هي قرية تقع في المملكة المتحدة في جنوب شرق إنجلترا.